# Tomáš Vorbes
Tomáš Antonín Vorbes (3. ledna 1815 Dnešice – 10. května 1888 Hradec Králové) byl český učitel a odborný spisovatel. Zprvu vyučoval v opatrovnách (mateřských školách), v letech 1851–85 pak v učitelském ústavu v Hradci Králové. Napsal několik článků a knih v oboru didaktiky a pedagogických dějin. Roku 1877 byl oceněn Zlatým záslužným křížem.

## Život
Narodil se 3. ledna 1815 v Dnešicích u Přeštic. Až do šestnácti let se učil doma – nejprve u dědečka, později u strýce Tomáše Kovaříka. Roku 1831 absolvoval dva ročníky na piaristické hlavní škole a jeden na c. k. vzorní hlavní škole v Praze, vše s výborným prospěchem. V roce 1834 úspěšně absolvoval zkoušku učitelské způsobilosti pro hlavní školy.
Jeho první zaměstnání bylo v opatrovně na Hrádku, kde se pod vedením Jana Svobody učil předškolní výchově. V roce 1835 složil zkoušku a následujícího roku se stal Svobodovým pomocníkem. Roku 1837 byl přijat jako učitel do nově zřízené opatrovny v Hradci Králové, jedné z prvních na venkově. Velkým úsilím dosáhl, že jeho školka patřila k nejlepším.
Roku 1850 navštěvoval v Hradci Králové jednoroční učitelský kurs. Následujícího roku, po reorganizaci pedagogického vzdělání, byl přijat jako skutečný učitel kandidátů v královéhradeckém ústavu. Zaměřil se především na didaktiku a němčinu, vyučoval ale i jiné předměty. Od roku 1867 přednášel i bohoslovcům. Po změně studijního plánu z dvouletého na čtyřletý byl roku 1870 jmenován hlavním učitelem. Čtyři roky (1869–73) také pracoval jako okresní školní inspektor a deset let (1874–84) zasedal ve zkušební komisi pro školy obecné a měšťanské.
Byl oceňovaný za svůj aktivní, nadšený přístup. Samostatně se naučil latinsky a francouzsky. Neustále si zdokonaloval vzdělání studiem odborné literatury. Své znalosti pak předával prostřednictvím přednášek na učitelských poradách, článků v časopisech i vlastních publikací. Za svůj přínos byl roku 1877 oceněn zlatým záslužným křížem.
V roce 1885 odešel do důchodu. Zemřel 10. května 1888 v Hradci Králové na marasmus (sešlost věkem), pohřben byl na hřbitově v Pouchově.

## Dílo
Vorbes byl autorem řady článků v časopisech — populárních (Květy, Polaban, Dalibor) i odborných (Posel z Budče, Školník, Škola a život, Učitelské listy, Věstník).
Knižně vyšly:
- Navedení k psacímu čtení : pomocná knížka při užívání slabikáře a první čítanky pro katolické školy v císařství Rakouském (1854)
- Vyučování v první třídě (1857)
- Didaktika, čili, Navedení ku vyučování školnímu, jak se přednáší čekatelům na ústavě pro vzdělání národních učitelů v Hradci Králové (1860)
- Obrazy z dějin vychovatelství a vývoje školství (1873, s několika reedicemi)
- Methody vyučování ve čtení a jejich historický vývoj (1875)